# Julian Verduyn
Julian Verduyn is een personage uit de Nederlandse soapserie Goede tijden, slechte tijden. De rol van Julian werd tussen mei 1996 en maart 1999 gespeeld door acteur Cas Jansen. Op 30 december 2019 keerde het personage na 20 jaar afwezigheid terug. Vanaf 16 mei tot en met de zomercliffhanger op 7 juli 2022 werd Julian tijdelijk gespeeld door Wouter Zweers. Dit omdat Cas Jansen een fietsongeluk heeft gehad.

## Levensverhaal

### 1996-1999
Julian wordt geboren uit een verkrachting tussen Oscar Brandts Buys en zijn dochter Mira Brandts Buys. Mira wil niet aan de verkrachting herdacht worden en zorgt ervoor dat werkster Gerda Verduyn Julian afstaat, hierdoor komt Gerda op papier de biologische moeder. Uiteindelijk belandt Julian bij Albert en Titia Holst, maar zij zijn conservatief ingesteld. Julian houdt het niet meer vol bij zijn pleegouders en zoekt onderdak bij Robert en Laura. Omdat hij zijn pleegouders nog een kans wil geven, keert hij terug. Julian raakt ernstig ziek, maar vanwege hun principes weigeren zijn pleegouders medische hulp in te schakelen. Laura en Kim zijn er net op tijd bij. Julian beseft dat de maat vol is. Kim en Julian groeien dichter naar elkaar toe, terwijl ze op dat moment niet weten dat ze broer en zus zijn. Ze gaan met elkaar naar bed. Dan komen ze tot de ontdekking dat ze dezelfde moeder hebben. Hun relatie is daarmee meteen verleden tijd.
Kim en Julian starten een zoektocht naar hun biologische vader en zoeken contact met hun moeder Mira. Mira wil nauwelijks iets los laten over het verleden. Kim zoekt contact met haar grootvader Oscar Brandts Buys. Oscar onthult dat hij zijn dochter heeft verkracht en dat daar Julian uit voort is gekomen. Julian heeft moeite om dit te accepteren. Hij vindt veel troost bij het aantrekkelijke nichtje van meneer Harmsen, Jessica. Jessica en Julian krijgen een verhouding. Ze gaan zelfs samenwonen. Ondanks dat hun financiële situatie slecht is, zijn ze toch gelukkig. Hun liefde wordt op de proef gesteld als Robert Julian in contact brengt met escortgirl Alexandra Popescu. Alexandra heeft dringend een verblijfsvergunning nodig om van haar pooier af te komen. Robert kan niet met haar trouwen, omdat hij nog getrouwd is met Laura. Julian besluit zich op te offeren, tot ergernis van Jessica. Op hun schijnhuwelijk komt de pooier van Alexandra, Joop Zwartjes, een bezoekje brengen. Joop schiet Julian, Alexandra en Robert voor het altaar neer. Alexandra overleeft de schietpartij niet. Julian beseft dat hij Jessica vernederd heeft door haar uit te nodigen voor zijn huwelijk met Alexandra. Jessica wil Julian een tweede kans geven. Hun geluk lijkt niet op te kunnen. Jessica krijgt last van haar hart en de doktoren constateren dat ze snel een nieuw hart nodig heeft. Arthur Peters, die op sterven ligt, doneert zijn hart aan Jessica. Julian en Jessica besluiten Meerdijk te verlaten en gaan op wereldreis.

### 2019-heden
In december 2019 keert Julian na twintig jaar terug in Meerdijk; samen met zijn vrouw Saskia, hun zoon Steef, hun dochters Merel & Demi en zijn schoonvader Henk. Julian wordt herenigd met Rik de Jong die het naastgelegen appartement betrekt, en kan het ook goed vinden met diens vriend Bing Mauricius; ze houden een mannenavondje met veel bier en gesprekken over schoonvaders. Als Julian na afloop van balkon naar balkon sprint valt hij op zijn rug; hij is niet verzekerd en kan zijn werk als klusser niet meer uitvoeren. De opdracht om de lift in hotel de Rozenboom te repareren speelt Julian door aan Henk en Rik, maar zij zijn geen ervaren monteurs en weten het voor elkaar te krijgen dat het hotel drie uur lang zonder stroom komt te zitten tijdens een belangrijke bijeenkomst. Julian wordt aansprakelijk gesteld en moet binnen een maand vierduizend euro betalen. Mede dankzij Laura weet hij op tijd zijn schuld in te lossen.
Ondanks zijn rug gaat Julian aan de slag bij Bings goedlopende bedrijf Boks; lang duurt dat niet, want vanwege de huurverhoging wordt het hoofdfiliaal van Boks (tijdelijk) gesloten. Via een invalbeurt krijgt Julian een vaste baan in de avondwinkel van de familie El Amrani; Ilyas wordt zijn baas. Julian maakt ook kennis met broer Marwan en vader Sami; hij nodigt de El Amrani's uit om bij hem thuis te komen eten. Julian stelt Demi aan ze voor, niet wetende dat zijn dochter een geheime relatie heeft met Marwan en zich daarbij voordoet als de 18-jarige Dominique. Na de onvermijdelijke relatie breuk en de aanhoudende pesterijen op school blijkt Demi zwanger van hem te zijn. In eerste instantie is er sprake van om het kind ter adoptie te stellen, maar in tegenstelling tot Saskia ziet Julian dat niet zitten vanwege zijn eigen jeugdherinneringen. Demi bevalt van een zoon, Tom, en besluit - na lang twijfelen - om hem zelf op te voeden. 
Julian krijgt weer last van zijn rug, maar een stevige massage van de nieuwe huisarts Roman van Loon doet wonderen. Julian nodigt hem uit voor het eten, niet wetende dat deze "God" op allerlei manieren probeert om Saskia te versieren. Pas met de jaarwisseling komt de harde waarheid aan het licht. Julian stuurt Saskia voorlopig het huis uit, maar ze komen weer tot elkaar tijdens een gezinsvakantie op Texel.
Roman van Loon krijgt het bijna voor elkaar om Saskia Verduyn in bed te krijgen, maar Julian steekt er onbewust een stokje voor. Saskia maakt Roman duidelijk dat ze met Julian verder wil, maar hij legt zich daar niet bij neer. In een laatste poging het uit te leggen, gaat Roman naar het voormalige huis van Anton en Linda, waar Saskia verblijft, om het uit te praten. Roman kan zich niet inhouden en verkracht haar op de trap. Wekenlang weet Saskia het verborgen te houden en met een smoes dat hij haar bedreigd zou hebben, ontkomt ze eraan de waarheid te vertellen, maar het geheim komt toch uit. Roman is met de noorderzon vertrokken en Saskia wil lange tijd geen aangifte doen, tot wanhoop van Julian. Vlak nadat ze hem hebben gevonden en de confrontatie zijn aangegaan wordt Roman dood aangetroffen. Julian wordt ervan verdacht Roman te hebben vermoord, maar uiteindelijk blijkt diens vriendin de dader te zijn toen zij ook werd bedreigd.
Ondertussen is Steef een carrière als professioneel gamer begonnen; hij beleeft een succesvolle periode totdat hij zich begint te misdragen en online een fan met een pigmentziekte beledigt. Steef raakt alles kwijt; zijn reputatie in de gamewereld, zijn relatie met influencer Abby Rose; en zijn geld dat is opgegaan aan dure aankopen tijdens zijn verblijf in huize Bouwhuis. Julian wordt aansprakelijk gesteld en moet op termijn een hoge belastingschuld betalen. Op het idee gebracht door Bing besluit Julian een gokje te wagen in het casino; hij ontmoet daar Philippa die hem wat van haar geld aanbiedt nadat hij zijn winst heeft vergokt. Julian weigert het aan te nemen, waarop Philippa besluit om hem voor het geld te laten werken; hij moet vier keer een auto naar een vriendin in Rotterdam brengen. Het gezin verkeert in de waan dat Julian een bezig is met een bouwopdracht, maar Marwan laat zich minder makkelijk om de tuin leiden en volgt Julian. De eerste rit verloopt nog vlekkeloos, maar de tweede keer worden Julian en Marwan belaagd door gemaskerde mannen die er met de auto vandoor gaan. Philippa is woedend omdat zij nu vijfduizend euro aan 'steentjes' is kwijtgeraakt. Julian moet tien ritjes maken of het hele bedrag terugbetalen, maar hij heeft daar geen zin in en dreigt naar de politie te gaan. Nadat Saskia wederom vreemd is gegaan besluit ze een punt achter het huwelijk met Julian te zetten. Terwijl Saskia naar Duitsland verhuisd, blijft Julian met de kinderen in Meerdijk wonen.
Als in het voorjaar van 2025, na ruim vijfentwintig jaar, zijn jeugdliefde Jessica Harmsen opeens voor zijn neus staat springt de vonk meteen weer over. De twee gaan meermaals met elkaar naar bed, ondanks dat Jessica inmiddels een man heeft. Later komt de echte reden van Jessica haar terugkeer naar boven; toen Julian haar jaren geleden verliet was ze zwanger van hem en ze wil hem vertellen over hun dochter, Bizou Pascal.

## Relaties
- Jessica Harmsen (relatie, 1996–1997)
- Kim Verduyn (one-night-stand, 1997)
- Hedwig Harmsen (zoen, 1997)
- Jessica Harmsen (relatie, 1997–1998)
- Alexandra Popescu (schijnhuwelijk, 1998)
- Jessica Harmsen (relatie, 1999-2000)
- Saskia Verduyn (relatie/huwelijk, 2000–2023)
- Elisa Rosalia (relatie, 2023–2024)
- Jessica Harmsen (affaire, 2025)